# نورمن فاکینگ راک‌ول!
نورمن فاکینگ راک‌ول! (انگلیسی: Norman Fucking Rockwell!) ششمین آلبوم استودیویی خواننده و ترانه‌نویس آمریکایی لانا دل ری است، که در ۳۰ اوت ۲۰۱۹ توسط پالیدور و اینترسکوپ رکوردز منتشر شد. این آلبوم را عمدتاً دل ری و جک آنتونوف با همکاری‌های اضافه زک داوز، اندرو وات و همکار دیرینه دل ری ریک نوولز تهیه کرده‌اند. از نظر موسیقایی، نورمن فاکینگ راک‌ول! دارای صدای سافت راک متشکل از عناصر سایکدلیک راک، بالادهای پیانو، و دارای ارجاعات به هنرمندان مختلف راک کلاسیک است. نام آلبوم به نقاش و تصویرگر نورمن راکول اشاره دارد.
نخستین تک‌آهنگ‌های آلبوم، «مجتمع آپارتمانی مارینرز» و «ونیز بچ»، در سپتامبر ۲۰۱۸، و پس از آن، «امید برای زنی مثل من چیز خطرناکیه – اما من دارمش»، «دواین تایم»، «بهترین» و «نورمن فاکینگ راک‌ول» در سال ۲۰۱۹ منتشر شدند.
نورمن فاکینگ راک‌ول! تحسین گسترده‌ای از منتقدان دریافت کرد و در شصت و دومین مراسم جایزه گرمی نامزد دریافت آلبوم سال و تک‌آهنگ «نورمن فاکینگ راک‌ول!» نامزد بهترین ترانه سال بود. این آلبوم در فهرست بهترین آلبوم‌های دههٔ چندین نشریه و در سال ۲۰۲۰، در جایگاه ۳۲۱ فهرست ۵۰۰ آلبوم برتر تمام اعصار رولینگ استون قرار گرفت. برای پشتیبانی آلبوم، دل ری تور کنسرتی را با عنوان تور نورمن فاکینگ راک‌ول! آغاز کرد.

## زمینه
در ژانویه ۲۰۱۸، دل ری اعلام کرد که پس از آلبوم شهوت برای زندگی کار بر روی آلبوم جدید را آغاز کرده‌است. دل ری تأیید کرد که بر روی چندین آهنگ از جمله «بارتندر» کار کرده‌است، اما نمی‌داند که در آلبوم قرار می‌گیرند یا نه. در سپتامبر ۲۰۱۸، دل ری فاش کرد که آلبوم تقریباً کامل شده و یازده قطعه برای آن ضبط کرده‌است. در سپتامبر ۲۰۱۹، دل ری از طریق اینستاگرام خود اعلام کرد که عنوان قبلی آلبوم دنیای پرنده بود.

## ترکیب‌بندی
مجله فلود صدای آلبوم را به عنوان یک «سافت راک ملایم» توصیف کرد و اشاره کرد اشعار دل ری به مضامین بزرگتری نسبت به کارهای قبلی او می‌پردازد به گفته منتقدان، نورمن فاکینگ راک‌ول! دارای عناصر سایکدلیک راک و بالادهای پیانو است. مجله کانسکوئنس او ساند رکورد را شامل «لالایی‌های سایکدلیک پاپ، داستان‌های پیچیده، عاشقانه و قصیده‌های آشکار برای رویاهای خدشه‌دار کالیفرنیایی» توصیف کرد. آلبوم به عنوان یک رکورد «پاپ کلاسیک» و فولک راک با عناصری بین دزرت راک و تریپ هاپ «مینیمالیستی» متأثر از آثار قبلی دل ری، شناخته شده‌است.
این آلبوم دارای تأثیر قوی از راک کلاسیک دههٔ ۷۰ میلادی است. کیتی امپایر از آبزرور به چندین مرجع راک کلاسیک در طول آلبوم اشاره کرد، از جمله «دختر دارچینی» ترانه نیل یانگ، گروه کرازبی، استیلز، نش اند یانگ و خانه‌های مقدس اثر لد زپلین. راب شفیلد از رولینگ استون به «فانتزی‌های سافت راک دههٔ ۷۰ لورل کنیون» آلبوم که دارای ارجاعاتی به جونی میچل و ایگلز است، اشاره کرد.
نو ریپکورد آلبوم را به عنوان «یک رکورد پاپ پرحرارت که شیفتگی دل ری را به نمادهای گلگون فرهنگ عامه آمریکای پس از جنگ، که در آن راک کلاسیک و شلوار جین آبی حاکم بود، حفظ کرده‌است و آن‌ها را به مکان‌های عمیق‌تری می‌برد» توصیف کرد.

## انتشار
در ۳۱ ژوئیه ۲۰۱۹، دل ری جلد هنری آلبوم، تاریخ انتشار و فهرست قطعه‌ها را به اشتراک گذاشت. جلد هنری آلبوم تصویری از دل ری و دوک نیکلسون - نوه جک نیکلسون - در یک قایق بادبانی است. این عکس توسط چاک گرنت، خواهر دل ری گرفته شده‌است. حروف اول نام دل ری و عنوان آلبوم به سبکی الهام گرفته از کمیک نوشته شده‌اند. روز بعد، دل ری تریلر آلبوم را منتشر کرد.
در طول سال ۲۰۱۸، دل ری از طریق شبکه‌های اجتماعی قطعاتی از چندین آهنگ در نظر گرفته‌شده برای آلبوم از جمله «خوشحالی یه پروانه‌ست»، «نحوه ناپدید شدن» و «دختر دارچینی» را به اشتراک گذاشت. او ترانه «نحوه ناپدید شدن» را برای نخستین بار در آکادمی موسیقی بروکلین به صورت کامل اجرا کرد. در ۱ اوت ۲۰۱۹، یک تریلر برای آلبوم که شامل سه تک‌آهنگ «دواین تایم»، «مجتمع آپارتمانی مارینرز»، «ونیز بچ» و ترانه «نورمن فاکینگ راک‌ول» بود، منتشر شد. در ۲۲ اوت، «گور باباش من عاشقتم» و «بهترین» به همراه یک موزیک ویدئو به عنوان تک‌آهنگ‌های تبلیغاتی از آلبوم پشتیبانی کردند.

### تک‌آهنگ‌ها
«مجتمع آپارتمانی مارینرز» به عنوان اولین تک‌آهنگ آلبوم در ۱۲ سپتامبر ۲۰۱۸ منتشر شد. هفته بعد، در ۱۸ سپتامبر، دل ری دومین تک‌آهنگ آلبوم به نام «ونیز بچ» را منتشر و عنوان آلبوم را فاش کرد. «امید برای زنی مثل من چیز خطرناکیه – اما من دارمش» به عنوان سومین تک‌آهنگ در ۹ ژانویه ۲۰۱۹ منتشر شد.
در ۱۷ مه ۲۰۱۹، نسخهٔ دل ری از آهنگ «دواین تایم» اثر گروه سوب‌لایم به عنوان چهارمین تک‌آهنگ منتشر شد. این آهنگ همچنین در مستندی که دربارهٔ گروه بود، پخش شد. موزیک ویدئو ترانه در ۲۹ اوت ۲۰۱۹، یک روز قبل از انتشار نورمن فاکینگ راک‌ول! منتشر شد. «گور باباش من عاشقتم» و «بهترین» به عنوان تک‌آهنگ‌های تبلیغاتی در ۲۲ اوت ۲۰۱۰، به همراه یک موزیک ویدئو دوگانه منتشر شدند. «بهترین» بعداً به عنوان پنجمین تک‌آهنگ آلبوم در ۱۳ سپتامبر ۲۰۱۹ در ایتالیا منتشر شد.

### تور
در ۱ اوت ۲۰۱۹، دل ری اعلام کرد که یک تور دو مرحله‌ای برای پشتیبانی از نورمن فاکینگ راک‌ول! برگزار خواهد شد. مرحله اول در پاییز ۲۰۱۹ در آمریکای شمالی و مرحله دوم در اوایل ۲۰۲۰ در اروپا آغاز خواهد شد. مرحله اروپایی تور، متعاقباً به دلیل بیماری لغو شد.

### فیلم
در ۲۰ دسامبر ۲۰۱۹، دل ری یک فیلم کوتاه ۱۴ دقیقه‌ای که شامل ترانه‌های «نورمن فاکینگ راک‌ول»، «بارتندر» و «خوشحالی یه پروانه‌ست» بود، در یوتیوب منتشر کرد. فیلم توسط چاک گرنت کارگردانی شده‌است.

## تمجیدها

### جوایز
در سال ۲۰۲۱، نورمن فاکینگ راک‌ول! توسط خوانندگان پیچفورک به عنوان هفدمین آلبوم برتر و بهترین آلبوم از یک خواننده زن در طی ۲۵ سال اخیر انتخاب شد.
| سال  | مراسم        | جایزه          | نتیجه    | منبع   |
| ---- | ------------ | -------------- | -------- | ------ |
| ۲۰۱۹ | جوایز کیو    | آلبوم سال ۲۰۲۰ | نامزدشده | [ ۳۳ ] |
| ۲۰۲۰ | جوایز گرمی   | آلبوم سال      | نامزدشده | [ ۳۴ ] |
| ۲۰۲۰ | جوایز ان‌ام‌ای | بهترین آلبوم   | پیروز    | [ ۳۵ ] |

### لیست‌های پایان سال
نورمن فاکینگ راک‌ول! در لیست‌های پایان سال ۲۰۱۹ متعددی قرار گرفت و در صدر چندین نشریه نیز قرار گرفت. طبق متاکریتیک، نورمن فاکینگ راک‌ول! بیشتر از هر آلبوم دیگری در رتبه‌بندی پایان سال منتقدان ذکر شده‌بود.
| نشریه            | لیست                                          | رتبۀ | منبع   |
| ---------------- | --------------------------------------------- | ---- | ------ |
| بیلبورد          | ۵۰ آلبوم برتر ۲۰۱۹                            | ۶    | [ ۳۷ ] |
| کلش              | آلبوم‌های برگزیده ۲۰۱۹                         | ۲۲   | [ ۳۸ ] |
| انترتینمنت ویکلی | بهترین آلبوم‌های ۲۰۱۹                          | ۹    | [ ۳۹ ] |
| گاردین           | ۵۰ آلبوم برتر ۲۰۱۹                            | ۱    | [ ۴۰ ] |
| ان‌ام‌ای           | ۵۰ آلبوم برتر ۲۰۱۹                            | ۳    | [ ۴۱ ] |
| نیویورک تایمز    | بهترین آلبوم‌های ۲۰۱۹ به انتخاب جان کارامانیکا | ۶    | [ ۴۲ ] |
| نیویورک تایمز    | بهترین آلبوم‌های ۲۰۱۹ به انتخاب جان پارلز      | ۷    | [ ۴۲ ] |
| پیست             | ۵۰ آلبوم برتر ۲۰۱۹                            | ۱۹   | [ ۴۳ ] |
| پیچفورک          | ۵۰ آلبوم برتر ۲۰۱۹                            | ۱    | [ ۴۴ ] |
| رولینگ استون     | ۵۰ آلبوم برتر ۲۰۱۹                            | ۳    | [ ۴۵ ] |
| اسلنت            | ۲۵ آلبوم برتر ۲۰۱۹                            | ۱    | [ ۴۶ ] |
| تایم             | ۱۰ آلبوم برتر ۲۰۱۹                            | ۴    | [ ۴۷ ] |

### لیست‌های پایان دهۀ و تمام دوران
| نشریه        | لیست                                     | رتبۀ | منبع   |
| ------------ | ---------------------------------------- | ---- | ------ |
| آل‌میوزیک     | ۲۰۰ آلبوم برتر دهۀ ۲۰۱۰                  | —    | [ ۴۸ ] |
| ان‌ام‌ئی       | بهترین آلبوم‌های دهۀ ۲۰۱۰                 | ۸۹   | [ ۴۹ ] |
| پیست         | ۳۰ آلبوم برتر دهۀ ۲۰۱۰                   | ۱۷   | [ ۵۰ ] |
| پیچفورک      | ۲۰۰ آلبوم برتر دهۀ ۲۰۱۰                  | ۱۹   | [ ۵۱ ] |
| رولینگ استون | ۱۰۰ آلبوم برتر دهۀ ۲۰۱۰                  | ۳۲   | [ ۵۲ ] |
| رولینگ استون | ۵۰۰ آلبوم برتر تمام دوران (بازبینی ۲۰۲۰) | ۳۲۱  | [ ۵۳ ] |
| اسلنت        | ۱۰۰ آلبوم برتر دهۀ ۲۰۱۰                  | ۳    | [ ۵۴ ] |
| استریوگام    | ۱۰۰ آلبوم برتر دهۀ ۲۰۱۰                  | ۶۷   | [ ۵۵ ] |

## عملکرد تجاری
نورمن فاکینگ راک‌ول! با فروش ۶۶٬۰۰۰ نسخه در هفته اول در جایگاه سوم بیلبورد ۲۰۰ ایالات متحده قرار گرفت و تبدیل به ششمین آلبوم دل ری شد که در جایگاه ده رتبۀ برتر ایالات متحده قرار می‌گیرد. در هفته دوم، آلبوم با فروش ۳۵٬۰۰۰ واحد، در جایگاه نهم قرار گرفت.
در بریتانیا، نورمن فاکینگ راک‌ول! با فروش ۳۱٬۵۳۹ نسخه در هفته اول، در جایگاه نخست جدول آلبوم‌های بریتانیا آغاز به کار کرد و به دومین فروش هفتگی برتر او در این کشور از زمان خشونت افراطی تبدیل شد. نورمن فاکینگ راک‌ول! چهارمین آلبوم دل ری بود که در صدر جدول آلبوم‌های بریتانیا قرار گرفت و دل ری به تیلور سوئیفت به عنوان هنرمندان تک‌خوان زن با بیشترین تعداد آلبوم در جایگاه نخست جدول‌ بریتانیا پیوست.

## فهرست قطعه‌ها
| شماره      | نام                                                | نویسنده(ها)                                                                                                | تهیه‌کننده(ها)                        | مدت   |
| ---------- | -------------------------------------------------- | --- | ------------------------------------ | ----- |
| ۱.         | «نورمن فاکینگ راک‌ول»                               | لانا دل ری جک آنتونوف                                                                                      | دل ری آنتونوف                        | ۴:۰۸  |
| ۲.         | «مجتمع آپارتمانی مارینرز»                          | دل ری آنتونوف                                                                                              | دل ری آنتونوف                        | ۴:۰۶  |
| ۳.         | «ونیز بچ»                                          | دل ری آنتونوف                                                                                              | دل ری آنتونوف                        | ۹:۳۸  |
| ۴.         | «گور باباش من عاشقتم»                              | دل ری آنتونوف اندرو وات لوئیس بل                                                                           | دل ری آنتونوف وات بل                 | ۳:۳۸  |
| ۵.         | «دواین تایم»                                       | بردلی نوول ریک روبین آدام هوروویتس آدام یاچ مارشال گودمن ایرا گرشوین دوبوز هیوارد دوروتی هیوارد جرج گرشوین | هپی پرز وات                          | ۳:۲۲  |
| ۶.         | «آهنگ عشق»                                         | دل ری آنتونوف                                                                                              | دل ری آنتونوف                        | ۳:۴۹  |
| ۷.         | «دختر دارچینی»                                     | دل ری آنتونوف                                                                                              | دل ری آنتونوف                        | ۵:۰۰  |
| ۸.         | «نحوه ناپدید شدن»                                  | دل ری آنتونوف                                                                                              | دل ری آنتونوف                        | ۳:۴۸  |
| ۹.         | «کالیفرنیا»                                        | دل ری زک داوز                                                                                              | دل ری آنتونوف داورز                  | ۵:۰۵  |
| ۱۰.        | «بهترین آهنگ بعدی آمریکا»                          | دل ری ریک نوولز                                                                                            | نوولز کیرون منزیس دین رید مایتی مایک | ۵:۴۹  |
| ۱۱.        | «بهترین»                                           | دل ری آنتونوف                                                                                              | دل ری آنتونوف                        | ۵:۰۰  |
| ۱۲.        | «بارتندر»                                          | دل ری نوولز                                                                                                | دل ری نوولز                          | ۴:۲۳  |
| ۱۳.        | «خوشحالی یه پروانه‌ست»                              | دل ری آنتونوف نوولز                                                                                        | دل ری آنتونوف نوولز                  | ۴:۳۲  |
| ۱۴.        | «امید برای زنی مثل من چیز خطرناکیه – اما من دارمش» | دل ری آنتونوف                                                                                              | دل ری آنتونوف                        | ۵:۲۴  |
| مجموع مدت: | مجموع مدت:                                         | مجموع مدت:                                                                                                 | مجموع مدت:                           | ۶۷:۴۳ |

## اعتبارات
فنی
- لورا سیسک – مهندسی صوت و میکس (۱۴، ۱۳، ۱۱، ۹–۶، ۴–۱)
- جک آنتونوف – مهندسی صوت و میکس (۱۴، ۱۳، ۱۱، ۹–۶، ۴–۱)
- پاول لامالفا – مهندسی صوت و میکس (۵)
- جان کونگلتون – مهندسی صوت (۹)
- دین رید – مهندسی صوت (۱۰، ۹)، میکس (۱۱، ۱۰)
- کیرون منزیس – (۱۲، ۱۰، ۹)، میکس (۱۲، ۱۰)
- ترور یاسودا – مهندسی صوت (۱۲، ۱۰)
- جان شر – دستیار مهندسی صوت (۱۳، ۱۱، ۹–۶، ۴–۱)
- دریک استکول – دستیار مهندسی صوت (۳)
- گرگ الیسون – دستیار مهندسی صوت (۳)
- بن فلچر – دستیار مهندسی صوت (۴)
- بیلی کوملا – دستیار مهندسی صوت (۴)
- جان رونی – دستیار مهندسی صوت (۴)
- تیت مک‌داول – دستیار مهندسی صوت (۸، ۱۱)
- جان رونی – دستیار مهندسی صوت (۹)
- نیکلاس جودوین – دستیار مهندسی صوت (۹)
- تراویس پاور – دستیار مهندسی صوت (۹)
- جان کریستوفر فی – دستیار مهندسی صوت (۱۰)
- کریس راک‌ول – دستیار مهندسی صوت (۱۰)
- جان هنس – مهندسی میکس (۲)
- اندرو وات – میکس (۵)
- کریس گرینگر – مسترینگ (۱۴–۶، ۴–۱)
- دیو کوچ – مسترینگ (۵)
- ویل کوینل – دستیار مهندسی مسترینگ (۱۴، ۱۳، ۱۱، ۹–۶ ،۴–۱)

موسیقی‌دانان
- لانا دل ری – آواز
- جک آنتونوف – کیبورد (۱۳، ۱۱، ۸–۶، ۴–۱)، پیانو (۱۴، ۱۳، ۱۱، ۸–۶، ۴–۱)، درام (۱۱، ۸، ۴–۲)، گیتار آکوستیک (۱۱، ۸، ۴–۲)، گیتار الکتریکی (۱۳، ۱۱، ۸–۶، ۴–۲)، سینث‌سایزر (۳)، برنامه‌نویس (۱۳، ۱۱، ۸–۶، ۴–۲)، سازهای کوبه‌ای (۸)، ویبرافون (۸)
- ایوان اسمیت – ساکسفون (۱۱، ۱)، فلوت (۱۱)
- فیلیپ پترسون – باریتون (۱)، ویولنسل (۱۱، ۶، ۱)، فلوگل‌هورن (۱)
- ویکتوریا پارکر – ویولن (۱۱، ۶، ۱)
- چاد اسمیت – درام (۴)
- مایکی فریدوم هارت – کیبورد (۴)، ملوترون (۹)، پیانو (۹)، درام (۱۰)، برنامه‌نویسی (۱۰)
- اندرو وات – برنامه‌نویسی (۵)، گیتار (۵)
- اریک ویلسون – گیتار بیس (۵)
- جاش فریز – درام (۵)
- گل لوانت – چنگ (۵)
- ووزی بیف – چنگ (۹)
- زک داوز – پیانو (۹)
- دارن ویس – درام (۹)
- ایوان ویس – گیتار (۹)
- دین رید – گیتار بیس (۹)، کیبورد (۱۰)، گیتار (۱۰)
- ریک نوولز – کیبورد (۱۰)، گیتار آکوستیک (۱۰)، پیانو (۱۰)

## گواهی‌نامه‌ها و فروش
| منطقه              | گواهی‌نامه | واحدهای تأیید شده / فروش |
| ------------------ | --------- | ------------------------ |
| دانمارک (ای‌اف‌پی‌ای) | طلا       | ۱۰٬۰۰۰                   |
| فرانسه             | —         | ۳۱٬۰۰۰                   |
| لهستان (زدپی‌ای‌وی)  | طلا       | ۱۰٬۰۰۰                   |
| بریتانیا (بی‌پی‌آف)  | طلا       | ۱۰۰٬۰۰۰                  |
| آمریکا (آرآی‌ای‌ای)  | پلاتین    | ۱٬۰۰۰٬۰۰۰                |